# Deer Abbey

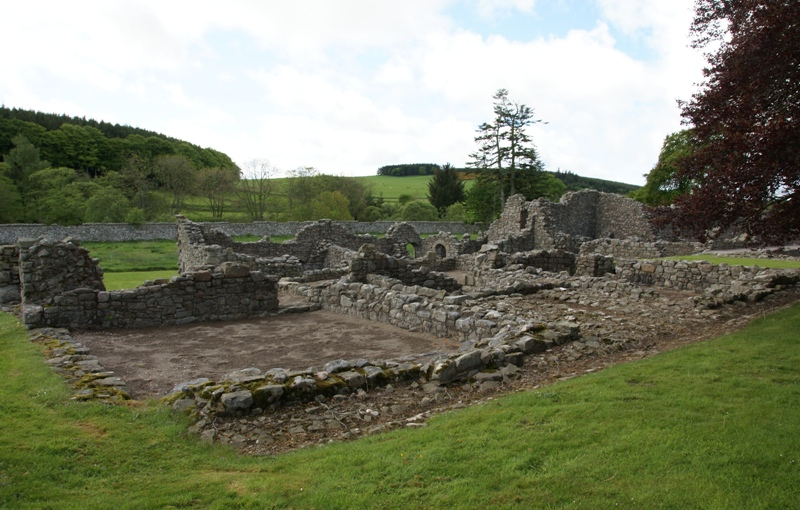
Deer Abbey, gezien vanuit het noordoosten.

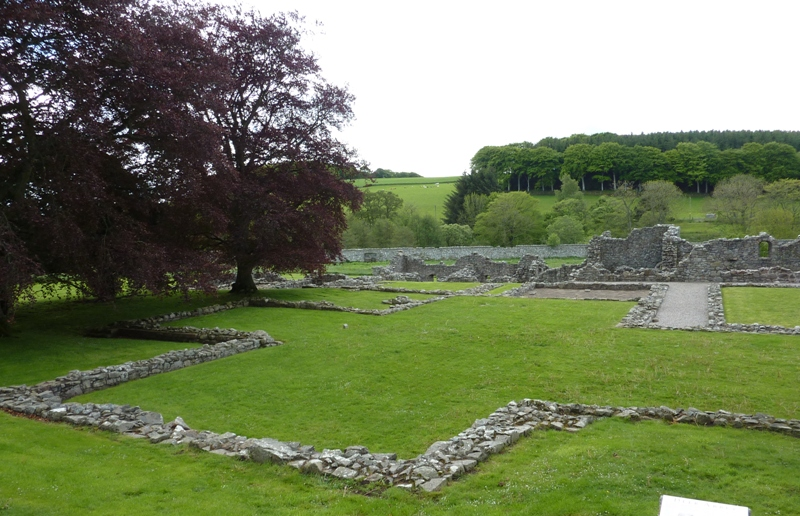
De kerk, gezien vanuit het noorden.

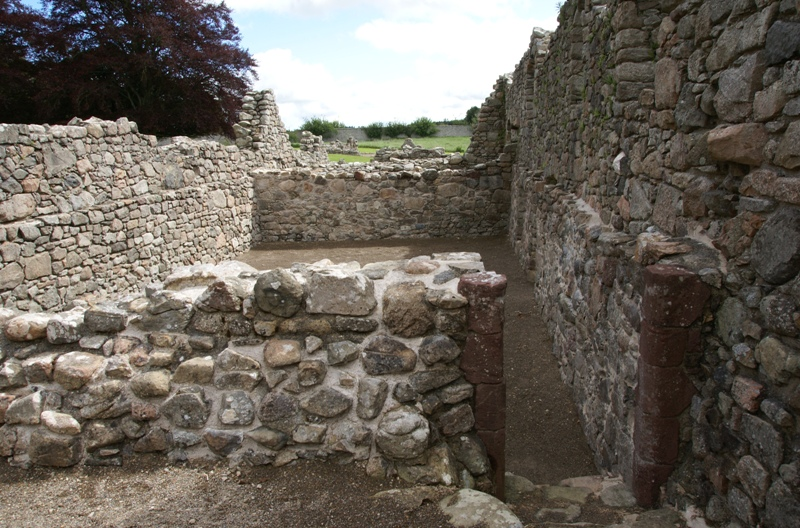
In de zuidvleugel: kijkende vanuit de keuken naar de refter.

Deer Abbey is (een ruïne van) een dertiende-eeuwse Cisterciënzer abdij, gelegen in Old Deer in de Schotse regio Aberdeenshire.

## Geschiedenis
Deer Abbey werd gesticht in 1219 door William Comyn, graaf van Buchan, die er uiteindelijk werd begraven. Het moederhuis was Kinloss Abbey. De abdij was gewijd aan de Maagd Maria.
De abdij werd gebouwd op een plaats van een eerdere abdij van keltische origine, die gerelateerd was aan Sint Drostan, een discipel van Sint Columba. Deze eerdere abdij was bekend geworden door het tiende-eeuwse manuscript genaamd Book of Deer.
In 1543 werd Robert Keith als commendator, titulaire abt, aangesteld over de abdij. In 1544 woonden er in de abdij een abt en elf monniken.
Het religieuze leven in de abdij eindigde met de reformatie in 1560. In eerste instantie werden de abdijgebouwen ingericht voor andere doeleinden. In 1587 werden de landerijen van Deer Abbey samengebracht in een baronie. Rond 1590 werd een begin gemaakt met de afbraak van de abdij met als doel de stenen elders te gebruiken. De meeste abdijgebouwen werden afgebroken tot de fundamenten behalve de zuidelijke vleugel. Deze vleugel werd in 1809 deels herbouwd door de toenmalige eigenaar James Ferguson van Pitfour.
In 1854 werd aan het oosteinde van de kerk door admiraal Ferguson een mausoleum opgericht. In 1926 verwierf het rooms-katholiek diocees van Aberdeen de abdij, die het in 1933 in staatsbeheer gaf. Het mausoleum werd in deze periode verwijderd. De entree van het mausoleum werd gebruikt als poort voor het terrein waarop de abdij ligt.
In 1986 en in 2002 zijn er beperkte archeologische opgravingen geweest op het terrein op de abdij.

## Bouw
Deer Abbey volgt de standaard plattegrond zoals gebruikelijk voor Cisterciënzer abdijen. De kerk lag aan de noordzijde van een binnenplaats, waar omheen de andere kloostergebouwen lagen.
Van de kerk en de kloostergebouwen zijn slechts de fundamenten overgebleven. Enkel de zuidelijke vleugel heeft nog een substantiële hoogte, al hoewel dit deels stamt van een reconstructie uit 1809. In de west- en zuidvleugel bevonden zich de keuken, de refter, het kapittelhuis, het infirmarium en het huis van de abt.

## Beheer
Deer Abbey wordt beheerd door Historic Scotland.